# Iherir
Iherir (também escrito Ihrir) é uma vila na comuna de Bordj El Houasse, no distrito de Djanet, província de Illizi, Argélia. Está no vale de um rio (uádi) chamado Oued Iherir, perto do centro da cordilheira Tassili n'Ajjer, 121 quilômetros (75 milhas) ao sul da capital provincial, Illizi.